# Alpinia bodenii
Alpinia bodenii är en enhjärtbladig växtart som beskrevs av Rosemary Margaret Smith. Alpinia bodenii ingår i släktet Alpinia och familjen Zingiberaceae. Inga underarter finns listade i Catalogue of Life.